# Daïra de Beni Maouche
La daïra d'Aīt Maouche est une circonscription administrative algérienne située dans la wilaya de Béjaïa et la région de Kabylie. Son chef-lieu est Trouna
La daïra regroupe la seule commune de Aït Maouche.

## Géographie

### Localisation
| Seddouk                                | Seddouk, Amizour                 | Amizour                          |
| Seddouk                                | daïra de Beni Maouche            | Beni Ourtilane (Wilaya de Sétif) |
| Djaafra (Wilaya de Bordj Bou Arreridj) | Beni Ourtilane (Wilaya de Sétif) | Beni Ourtilane (Wilaya de Sétif) |